# Angela Winkler
Angela Winkler (ur. 22 stycznia 1944 w Templinie) – niemiecka aktorka teatralna i filmowa.
Kształciła się w szkole techników medycznych w Stuttgarcie, ale ze względu na zainteresowania teatralne przeniosła się do Monachium. Pierwszy etat uzyskała w teatrze w Kassel, potem występowała w Castrop-Rauxel.
W 1969 zadebiutowała w filmie Sceny myśliwskie z Dolnej Bawarii w reżyserii Petera Fleischmanna. Uznanie i nagrody (m.in. Złotą Taśmę (Filmband in Gold)) przyniosła jej tytułowa rola w filmie Utracona cześć Katarzyny Blum Volkera Schlöndorffa. W 1979 roku zagrała Agnes Matzerath w filmie Blaszany bębenek tego samego reżysera. W filmie Danton wystąpiła w roli Lucile Desmoulins, żony Camille'a Desmoulins.
W filmach występuje stosunkowo rzadko, koncentrując się na rolach teatralnych.

## Filmografia
- 1969 – Sceny myśliwskie z Dolnej Bawarii (Jagdszenen aus Niederbayern, reż. Peter Fleischmann)
- 1975 – Utracona cześć Katarzyny Blum (Die verlorene Ehre der Katharina Blum reż. Volker Schlöndorff
- 1978 – Leworęczna kobieta (Die linkshändige Frau, reż. Peter Handke)
- 1978 – Nóż w głowie (Messer im Kopf, reż. Reinhard Hauff)
- 1978 – Niemcy jesienią (Deutschland im Herbst)
- 1979 – Blaszany bębenek (Die Blechtrommel, reż. Volker Schlöndorff)
- 1979 – Letzte Liebe (reż. Ingemo Engström)
- 1981 – La Provinciale (reż. Claude Goretta)
- 1983 – Danton (reż. Andrzej Wajda)
- 1983 – Heller Wahn (reż. Margarethe von Trotta)
- 1984 – Ediths Tagebuch (reż. Hans W. Geißendörfer)
- 1984 – De Grens Die Grenze (reż. Leon de Winter)
- 1991 – Dzieci Bronsteina (Bronsteins Kinder, reż. Jerzy Kawalerowicz)
- 1992 – Benny’s Video (reż. Michael Haneke)
- 1995 – Der Kopf des Mohren (reż. Paulus Manker)
- 1998 – Die Bubi Scholz Story (reż. Roland Suso Richter)
- 2006 – Das Geheimnis im Moor (reż. Kai Wessel)
- 2007 – Ucieczka (Die Flucht, reż. Kai Wessel)